# 末吉町 (横浜市)
末吉町（すえよしちょう）は、神奈川県横浜市中区の町名。現行行政地名は末吉町1丁目から末吉町4丁目（字丁目）。住居表示未実施区域。

## 地理
中区の北西部、大岡川の右岸に沿った細長い町域を持ち、関内に近い東側から順に1～4丁目が設けられている。1丁目の東端は長者町9丁目、1・2丁目の南側は若葉町1～3丁目、3・4丁目の南側は伊勢佐木町、4丁目の西端は富士見川跡の公園を挟んで南区日枝町と接する。大岡川の対岸は、それぞれ1丁目－日ノ出町1・2丁目、2・3丁目－黄金町1・2丁目、4丁目－白金町となる。
大岡川には東側から旭橋、黄金橋、末吉橋、太田橋、栄橋が架かる。1丁目には聖母幼稚園や、牛鍋の老舗の太田なわのれん、4丁目にはホテルマイステイズ横浜（旧：ニューオータニイン横浜）がある。
町内に鉄道路線はなく、大岡川の対岸を走る京急本線の日ノ出町駅・黄金町駅、末吉町4丁目南方の横浜市営地下鉄ブルーライン阪東橋駅が最寄りとなる。

## 歴史
江戸時代に吉田新田として開拓された土地の一角にあり、1873年（明治6年）11月に末吉町の町名が付けられた。町名は縁起を担いだ瑞祥地名であるとともに、吉田新田の末端に位置することも意味すると推察される。1889年には市制施行により横浜市の町名となる。1923年（大正12年）の関東大震災では、末吉橋付近で多くの犠牲者が出た。1927年（昭和2年）には区制施行に伴い中区の町名となる。1928年には日枝町・南吉田町・若葉町・長者町・伊勢佐木町との間で町境の変更が行われるとともに、それまでの1～7丁目から1～4丁目に再編された。
大岡川はかつて盛んに水運が行われ、いかだを組んで川岸の材木店まで木材が運搬された。末吉町3丁目から若葉町3丁目にかけては千代田劇場や横浜大勝館、横浜日劇、東映名画座など数多くの映画館があったが、若葉町の東映名画座跡のシネマ・ジャック&ベティが残るだけで、末吉町からは映画館は姿を消した。4丁目には、第二次世界大戦前まで横浜歌舞伎座があった。また、古くから大岡川に浮かべた艀を住居代わりに暮らす水上生活者も多く存在。1951年（昭和26年）1月22日には、水上の労務者宿泊施設が火災になり7人が死亡している。1965年（昭和40年）に港湾労働法が施行され、港湾労働者の労働条件が改善していくと水上生活者の数は大きく減少した。
2022年（令和4年）11月1日より、神奈川県は末吉町1丁目から3丁目を県暴力団排除条例に基づき暴力団排除特別強化地域に指定。地域内では飲食店などの特定営業者と暴力団員との間でみかじめ料のやりとりや用心棒などの役務提供・依頼などが禁止され、違反者は金銭の支払いや役務を依頼した側であっても懲役1年以下または罰金50万円以下の罰則が科される。

## 経済

### 産業
商工業
- 多田倉吉（石炭商）[12]
- 高橋芳蔵（生肉商）[12]
- 高橋竹松（割烹業）[12]

## 世帯数と人口
2025年（令和7年）6月30日現在（横浜市発表）の世帯数と人口は以下の通りである。
| 丁目        | 世帯数    | 人口    |
| ----------- | --------- | ------- |
| 末吉町1丁目 | 493世帯   | 601人   |
| 末吉町2丁目 | 408世帯   | 605人   |
| 末吉町3丁目 | 693世帯   | 987人   |
| 末吉町4丁目 | 399世帯   | 478人   |
| 計          | 1,993世帯 | 2,671人 |

### 人口の変遷
国勢調査による人口の推移。
| 年                 | 人口  |
| ------------------ | ----- |
| 1995年（平成7年）  | 1,591 |
| 2000年（平成12年） | 1,977 |
| 2005年（平成17年） | 1,933 |
| 2010年（平成22年） | 2,101 |
| 2015年（平成27年） | 2,428 |
| 2020年（令和2年）  | 2,565 |

### 世帯数の変遷
国勢調査による世帯数の推移。
| 年                 | 世帯数 |
| ------------------ | ------ |
| 1995年（平成7年）  | 863    |
| 2000年（平成12年） | 1,142  |
| 2005年（平成17年） | 1,161  |
| 2010年（平成22年） | 1,290  |
| 2015年（平成27年） | 1,583  |
| 2020年（令和2年）  | 1,802  |

## 学区
市立小・中学校に通う場合、学区は以下の通りとなる（2024年11月時点）。
| 丁目        | 番・番地等 | 小学校           | 中学校             |
| ----------- | ---------- | ---------------- | ------------------ |
| 末吉町1丁目 | 全域       | 横浜市立東小学校 | 横浜市立老松中学校 |
| 末吉町2丁目 | 全域       | 横浜市立東小学校 | 横浜市立老松中学校 |
| 末吉町3丁目 | 全域       | 横浜市立東小学校 | 横浜市立老松中学校 |
| 末吉町4丁目 | 全域       | 横浜市立東小学校 | 横浜市立老松中学校 |

## 事業所
2021年現在の経済センサス調査による事業所数と従業員数は以下の通りである。
| 丁目        | 事業所数  | 従業員数 |
| ----------- | --------- | -------- |
| 末吉町1丁目 | 35事業所  | 293人    |
| 末吉町2丁目 | 10事業所  | 53人     |
| 末吉町3丁目 | 43事業所  | 188人    |
| 末吉町4丁目 | 29事業所  | 189人    |
| 計          | 117事業所 | 723人    |

### 事業者数の変遷
経済センサスによる事業所数の推移。
| 年                 | 事業者数 |
| ------------------ | -------- |
| 2016年（平成28年） | 109      |
| 2021年（令和3年）  | 117      |

### 従業員数の変遷
経済センサスによる従業員数の推移。
| 年                 | 従業員数 |
| ------------------ | -------- |
| 2016年（平成28年） | 903      |
| 2021年（令和3年）  | 723      |

## その他

### 日本郵便
- 郵便番号：231-0055[3]（集配局：横浜港郵便局[22]）

### 警察
町内の警察の管轄区域は以下の通りである。
| 丁目        | 番・番地等 | 警察署         | 交番・駐在所   |
| ----------- | ---------- | -------------- | -------------- |
| 末吉町1丁目 | 全域       | 伊勢佐木警察署 | 伊勢佐木町交番 |
| 末吉町2丁目 | 全域       | 伊勢佐木警察署 | 伊勢佐木町交番 |
| 末吉町3丁目 | 全域       | 伊勢佐木警察署 | 横浜橋交番     |
| 末吉町4丁目 | 全域       | 伊勢佐木警察署 | 横浜橋交番     |